# Pablo Porcile
Pablo Porcile, vollständiger Name Pablo Martín Porcile Palacio, (* 24. Juni 1996 in Tacuarembó) ist ein uruguayischer Fußballspieler.

## Karriere
Der 1,70 Meter große Mittelfeldakteur Porcile wechselte zur Apertura 2014 zum norduruguayischen Erstligaaufsteiger Tacuarembó FC. Als vorherige Station wird die Departamento-Auswahl von Tacuarembó angegeben. In der Saison 2014/15 wurde er 17-mal (ein Tor) in der Primera División eingesetzt. Anfang Juli 2015 schloss er sich nach dem Abstieg Tacuarembós dem Danubio FC an. Dort kam er in der Clausura 2016 viermal (kein Tor) in der höchsten uruguayischen Spielklasse zum Einsatz. Anfang August 2016 wechselte er auf Leihbasis zum Zweitligisten Club Atlético Progreso. In der Saison 2016 absolvierte er für die Montevideaner sechs Zweitligaspiele (kein Tor). Anfang 2017 kehrte er vorübergehend zu Danubio zurück und wurde Mitte Februar 2017 erneut ausgeliehen. Aufnehmender Verein war dieses Mal der Erstligaabsteiger Villa Española.